# Brachythele longitarsis
Brachythele longitarsis là một loài nhện trong họ Nemesiidae.
Brachythele longitarsis được Simon miêu tả năm 1891.

## Hình ảnh

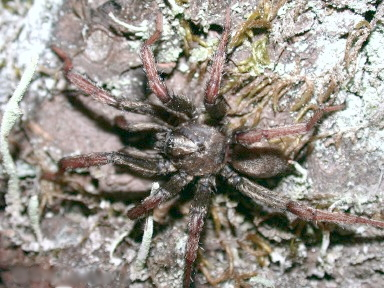
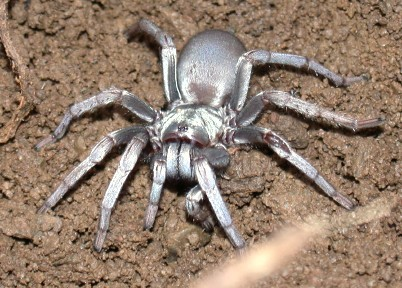